# Джег'ю Гордон
Джег'ю Огастас Гордон (англ. Jehue Augustus Gordon; нар. 15 грудня 1991) — тринідадський легкоатлет, який спеціалізувався в бар'єрному бігу.

## Спортивні досягнення
Фіналіст (6-е місце) змагань з бігу на 400 метрів з бар'єрами на Олімпійських іграх-2012. Учасник змагань з бігу на 400 метрів з бар'єрами на Олімпійських іграх-2016 (зупинився на попередній стадії).
Чемпіон світу з бігу на 400 метрів з бар'єрами (2013). Фіналіст (4-е місце) з бігу на 400 метрів з бар'єрами на чемпіонаті світу-2009. Фіналіст (5-е місце) з естафетного бігу 4×400 метрів на чемпіонаті світу-2013.
Чемпіон світу серед юніорів з бігу на 400 метрів з бар'єрами (2010).
Чемпіон Панамериканських ігор з естафетного бігу 4×400 метрів (2015, виступав у забігу).
Срібний (з бігу на 400 метрів з бар'єрами) та бронзовий (з естафетного бігу 4×400 метрів) призер Ігор Співдружності (2014).
Фіналіст (7-е місце) чемпіонату Північної і Центральної Америки та країн Карибського басейну з легкої атлетики (2018).
Багаторазовий чемпіон та рекордсмен країни з бігу на 400 метрів з бар'єрами.